# کوشلوه
کوشلوه (به لهستانی:  Koszelewy) یک روستا در لهستان است که در گمینا ربنو (استان وارمی-ماسوری) واقع شده‌است.